# Пальер, Арно де
Арно́ де Палье́р (фр. Arnaud des Pallières; род. 1 декабря 1961, Париж, Франция) — французский кинорежиссёр и сценарист.

## Биография
Арно де Пальер родился 1 декабря 1961 года в Париже, Франция. С 16-ти лет работал в театре, сыграл ряд ролей и совершил несколько постановок в качестве режиссёра, параллельно изучая литературоведение в институте. Кинематографическое образование получил в киношколе La Fémis. В 1988 году для участия в своей первой студенческой киноработе «Жиль Делёз: Что такое акт творения?» де Пальер пригласил Ханса-Юргена Зиберберга, Мануэля де Оливейра и Жиля Делёза. После этого снял с десяток короткометражек.
Свой первый полнометражный фильм «Drancy Avenir» Арно де Пальер снял в 1997 году. Лента является историческим, философским и поэтическим исследованием геноцида евреев и его следа в современном мире.
Второй художественный фильм кинорежиссёра «Прощай» (2003) с Майклом Лонсдейлом, Орор Клеман, Лораном Люка и Оливье Гурме повествует несколько историй о негостеприимности Франции и равнодушии к судьбе нелегальных иммигрантов, отправленных обратно в страну их происхождения.
Фильм Арно де Пальера 2008 года «Парк», политическая и меланхоличная адаптация романа Джона Чивера с Сержи Лопесом и Жан-Марком Барром, был презентован на Венецианском кинофестивале 2008 года.
В 2013 году Арно де Пальєр поставил историческую драму «Михаэль Кольхаас» по мотивам одноименного произведения Генриха фон Клейста с Мадсом Миккельсеном в главной роли. Лента принимала участие в соревновании за Золотую пальмовую ветвь в основной конкурсной программе 66-го Каннского международного кинофестиваля (2013) и была номинирована в 6-ти категориях на получение французской национальной кинопремии «Сезар» 2014 года, получив две награды.
Шестой полнометражный фильм Арно де Пальера «Сирота» вышел на французские экраны в 2017 году. Для исполнения главных ролей режиссёр пригласил Адель Анель, Адель Экзаркопулос, Джемму Артертон, Джалиля Леспера и Николя Дювошеля. Фильм претендовал на главную награду — Золотую раковину за лучший фильм на Международном кинофестивале в Сан-Себастьяне 2016 года. В июле 2017 года фильм был отобран для участия в международной конкурсной программе 8-го Одесского международного кинофестиваля в соревновании за главный приз — Золотой Дюк

## Фильмография
| Год  | Название                                 | Оригинальное название                             | Режиссёр | Сценарист | Монтажёр | Примечание                                             |
| ---- | ---------------------------------------- | ------------------------------------------------- | -------- | --------- | -------- | ------------------------------------------------------ |
| 1987 | Жиль Делёз: Что такое акт творения?      | Gilles Deleuze: Qu’est ce que l’acte de creation? | Да       |           |          |                                                        |
| 1991 | Сад счастья                              | Le jardin du bonheur                              |          |           |          | Короткометражный фильм                                 |
| 1995 | Великие писатели                         | Un siècle d'écrivains                             |          |           |          | Телесериал                                             |
| 1997 | Будущее Дренси                           | Drancy Avenir                                     | Да       | Да        | Да       |                                                        |
| 2000 | Здоровье и красота                       | Soins et beauté                                   |          |           |          |                                                        |
| 2000 | Мертва (неполный портрет Гертруды Штайн) | Is Dead (Portrait incomplet de Gertrude Stein)    |          |           |          | Документальный телефильм из цикла «Столетие писателей» |
| 2002 | Диснейленд, моя старая родина            | Disneyland, mon vieux pays natal                  | Да       |           | Да       | Телефильм из цикла «Вояж, вояж»                        |
| 2003 | Прощай                                   | Adieu                                             | Да       | Да        | Да       |                                                        |
| 2008 | Парк                                     | Parc                                              | Да       | Да        | Да       |                                                        |
| 2010 | Диана Веллингтон                         | Diane Wellington                                  | Да       | Да        | Да       | Короткометражный телефильм из цикла Court-Circuit      |
| 2011 | Пыль Америки                             | Poussières d’Amérique                             | Да       |           | Да       | Документальный телефильм из цикла La Lucarne           |
| 2013 | Михаэль Кольхаас                         | Michael Kohlhaas                                  | Да       | Да        | Да       |                                                        |
| 2016 | Сирота                                   | Orpheline                                         | Да       | Да        | Да       |                                                        |

## Признание
| Год                                                  | Категория                               | Фильм                                 | Результат |
| ---------------------------------------------------- | --------------------------------------- | ------------------------------------- | --------- |
| Стокгольмский международный кинофестиваль            |                                         |                                       |           |
| 2008                                                 | Бронзовый конь                          | Парк                                  | Номинация |
| Фестиваль короткометражных фильмов в Клермон-Ферране |                                         |                                       |           |
| 2011                                                 | Специальное упоминание жюри             | Диана Веллингтон                      | Победа    |
| 2011                                                 | Специальное упоминание молодёжного жюри | Диана Веллингтон                      | Победа    |
| Каннский международный кинофестиваль                 |                                         |                                       |           |
| 2013                                                 | Золотая пальмовая ветвь                 | Михаель Кольхаас                      | Номинация |
| Брюссельский европейский кинофестиваль               |                                         |                                       |           |
| 2013                                                 | Золотой Ирис                            | Михаель Кольхаас                      | Победа    |
| Международный кинофестиваль фильмов про море         |                                         |                                       |           |
| 2013                                                 | Приз Жаба за лучший французский фильм   | Михаель Кольхаас                      | Победа    |
| Гавайский международный кинофестиваль                |                                         |                                       |           |
| 2013                                                 | Приз EuroCinema за лучший фильм         | Михаель Кольхаас                      | Номинация |
| Международный кинофестиваль в Сан-Себастьяне         |                                         |                                       |           |
| 2016                                                 | «Золотая раковина» за лучший фильм      | Сирота                                | Номинация |
| Одесский международный кинофестиваль                 |                                         |                                       |           |
| 2017                                                 | Гран-при Золотой Дюк                    | Сирота                                | Номинация |
| Премия «Люмьєр»                                      |                                         |                                       |           |
| 2018                                                 | Лучший фильм                            | Сирота                                | Номинация |
| 2018                                                 | Лучший сценарий                         | Сирота (совместно с Кристель Бертева) | Номинация |

## Общественная позиция
В 2018 поддержал обращение Ассоциации режиссёров Франции в защиту заключённого в России украинского режиссёра Олега Сенцова